# Walther Funk
Walther Emanuel Funk (Trakehnen, entonces Prusia Oriental, Imperio Alemán, 18 de agosto de 1890 - Alemania Occidental, Düsseldorf, Renania del Norte-Westfalia, 31 de mayo de 1960) fue un destacado líder nazi que ejerció como Ministro del Reich para la Economía entre 1937 a 1945, coincidiendo con el periodo de la Segunda Guerra Mundial.

## Biografía
Hijo de unos comerciantes de Königsberg, estudió leyes, economía y filosofía en la Universidad de Berlín y la de Leipzig. Trató de alistarse durante la Primera Guerra Mundial pero fue considerado "no apto para el servicio". En 1920 contrajo matrimonio con Luise Schmidt-Sieben, aunque algunos han señalado que en realidad estaba ocultando sus tendencias homosexuales.
Tras la Primera Guerra Mundial se convirtió en redactor jefe del diario económico Berliner Börsenzeitung. Su orientación política era de un marcado carácter conservador y anticomunista. En 1931 se unió al Partido Nacionalsocialista Obrero Alemán (NSDAP), como mano derecha de Gregor Strasser. Durante esta época fue el encargado de administrar las donaciones millonarias que recibían los nazis a partir de hombres de negocios y los grandes magnates alemanes. Fue diputado del Reichstag en 1932 y presidente del Comité de Política Económica del Partido Nazi. En 1933, Funk fue nombrado Secretario de Estado en el Ministerio de Propaganda. Más tarde, en 1938, sustituyó a Hjalmar Schacht como Ministro de Economía del Tercer Reich. En enero de 1939 fue nombrado presidente del Reichsbank, y con ello ganó un asiento en el Consejo de dirección del Banco de Pagos Internacionales (BPI) de Basilea.
Durante los Juicios de Núremberg fue acusado junto a otros líderes nazis por crímenes contra la paz, crímenes de guerra y crímenes contra la humanidad. Descargó sus responsabilidades al frente del Reichsbank, acusando a Göring de ser el verdadero responsable en la sombra. A pesar de que su defensa fue siempre la de que su importancia dentro del gobierno era escasa, y más en asuntos de guerra, se le consideró responsable de los delitos de los que se le acusaba y fue condenado a cadena perpetua, pena que cumplió en la prisión de Spandau junto a otros jerarcas nazis. Fue liberado en 1957 debido a sus problemas de salud. Antes de salir de prisión, hizo una corta plegaria por Rudolf Hess, Albert Speer y Baldur von Schirach. Establecido en Düsseldorf, murió tres años más tarde.